# 源蕃平
源 蕃平（みなもと の しげひら、生没年不詳）は、平安時代中期の貴族。安芸守。式部大輔、大膳大夫、刑部卿 。

## 略歴
貞真親王の子 。天延元年（972年）5月、安芸守に任命され、同年5月20日には宇佐使として宇佐神宮に派遣された 。
また、藤原済時の門徒であったとされるが、子の源為堯が済時に箏を習っており、その誤謬だと考えられる。